# Past Masters Volume 1
Past Master Volume 1 är ett samlingsalbum av gruppen The Beatles 1988. Albumet innehåller låtar från 1962 till 1965. 13 av spåren är från singlar, 4 är från EP:n Long Tall Sally och låten Bad Boy finns bara på samlingsalbum. Låtarna är stereo om det inte står mono efter titeln.
När Beatles LP-skivor överfördes till CD 1987-88 fanns det låtar som s.a.s. blev över, främst singellåtar som aldrig kommit med på någon LP. Dessa samlades på 2 CD kallade Past Masters. Undantaget var singellåtar från 1967, som kommit med på den amerikanska versionen av Magical Mystery Tour. I detta enstaka fall valde man att ge det amerikanska albumet på CD.
Beatles producent George Martin valde att ge ut gruppens första fyra album från 1963-64 enbart i mono på CD-versionerna - trots att de funnits i stereo på LP. Denna policy följdes delvis även på Past Masters Volume 1 med den skillnaden att gränsen för stereo i stället drogs vid I Want to Hold Your Hand från sena 1963. Detta var den första Beatleslåt som spelats in på fyrkanalig bandspelare. För vissa inspelningar från 1964 valde man dock monoversioner.
Vid nyutgåvorna av Beatles CD-skivor i remastrat skick 2009 har man lagt samman båda volymerna av Past Masters till en dubbel-CD. Denna säljs både som del av den s.k. stereoboxen och som separat album. De låtar som spelats in och bevarats i stereo är nu också utgivna i stereo. Enda undantagen är Love Me Do, She Loves You och I'll Get You. De senare två låtarna är visserligen inspelade i stereo, men originaltejpen har förkommit. (Parallellt med Past Masters har man också givit ut dubbel-CD:n Mono Masters med ursprungliga monomixar. Denna säljs dock enbart som del av monoboxen i begränsad upplaga.)
Past Masters innehåller den ursprungliga versionen av singeln Love Me Do med Ringo Starr på trummor - inspelad den 4 september 1962. Senare byttes denna ut mot en inspelning med studiomusikern Andy White på trummor från 11 september 1962. På denna spelar Ringo Starr maracas. Eftersom originaltejpen av den första versionen medvetet förstörts fick man föra över ljudet från en välbevarad vinylsingel.
Förutom singellåtar innehåller Past Masters Volume 1 tyskspråkiga versioner av She Loves You (nyinspelning) och I Want to Hold Your Hand (enbart nytt sångpålägg); de fyra låtarna från EP:n Long Tall Sally 1964 samt Bad Boy, som kom ut på den amerikanska LP:n Beatles VI 1965. I Europa kom den först ut på samlings-LP:n A Collection of Beatles Oldies But Goldies 1966.
Singellåtarna Ticket to Ride och Help! från 1965 kom båda med på LP:n Help! samma år, men det gjorde däremot inte de båda B-sidorna (Yes It Is och I'm Down. Dessa finns därför med på Past Masters Volume 1.

## Låtlista
Alla låtar är skrivna John Lennon och Paul McCartney om inget annat anges.
1. "Love Me Do" (mono)
2. "From Me to You" (mono)
3. "Thank You Girl" (mono)
4. "She Loves You" (mono)
5. "I'll Get You" (mono)
6. "I Want to Hold Your Hand"
7. "This Boy"
8. "Komm, Gib Mir Deine Hand" (Lennon/McCartney/Nicholas/Heller) (mono)
9. "Sie Liebt Dich" (Lennon/McCartney/Nicholas/Montgue) (mono)
10. "Long Tall Sally" (Johnson/Richard/Blackwell)
11. "I Call Your Name"
12. "Slow Down" (Williams)
13. "Matchbox" (Perkinns)
14. "I Feel Fine"
15. "She's a Woman
16. "Bad Boy" (Williams)
17. "Yes It Is"
18. "I'm Down